# Instituut van GOS-landen
Het Instituut van GOS-landen (Russisch: Институт стран СНГ, Institoet stran SNG) is een Russische niet-gouvernementele organisatie. Het doel van het instituut is Russische belangen te identificeren en ondersteunen in landen ontstaan uit de voormalige Sovjet-Unie. Het Instituut van GOS-landen is een invloedrijk ideologisch centrum in het vormgeven van de Russische buitenlandpolitiek in het zogenaamde nabije buitenland. Naast onderzoekswerk houdt het instituut zich bezig met het ondersteunen van de Russisch-sprekende bevolking, de Russische taal en pro-Russische gemeenschappen in andere GOS-landen.
Het instituut is opgericht in april 1996 door het stadsbestuur van Moskou, de Russische Academie van Wetenschappen, het Ministerie van Buitenlandse zaken van de Russische Federatie en de Staatsuniversiteit van Moskou. Oprichter en hoofd van het Instituut van GOS-landen is Konstantin Zatoelin, lid van de Russische Staatsdoema en vicevoorzitter van de Commissie voor GOS-landen en betrekkingen met landgenoten van de Staatsdoema. Ondanks dat het instituut in naam onafhankelijk is, heeft het goede betrekkingen met en wordt ondersteund door het stadsbestuur van Moskou, de Russische Staatsdoema en de Commissie voor GOS-landen en betrekkingen met landgenoten.
Het instituut heeft naast in Rusland zelf ook vestigingen in Wit-Rusland, Kirgizië, Armenië en twee in Oekraïne, in Kiev en op de Krim.
De activiteiten van het instituut in Oekraïne zijn controversieel. Zo is het hoofd van het instituut, Zatoelin, meerdere keren persona non grata verklaard in Oekraïne. De organisatie is beschuldigd van het destabiliseren van Oekraïne, het ondersteunen van separatisme en het ontkennen van de Holodomor door de SBU, de Veiligheidsdienst van Oekraïne. De SBU heeft daarom de rechter verzocht de activiteit van het instituut in Oekraïne te verbieden.